# 圣女
聖女，saintess 或 saint。是指具有良好美德的女性，或是指女神或某些宗教或宗教組織中擁有神聖地位的女性。
圣女在许多宗教传统中通常指的是具有非凡品质和精神修为的女性。通常被看作是神圣的存在，拥有与神灵沟通的能力，并经常被视为神灵的使者或代表。圣女的特质包括纯洁、善良、谦逊、智慧和奉献精神等。圣女在一些宗教中可能还被赋予特殊的神力和保佑作用，被认为是能够保护信徒和带来好运的存在。

## 有關聖女的释义與介紹
指有良好美德、道德、明節與圣德的女性，通常是指宗教中圣洁、纯洁、拥有特殊信仰和神性体验的女性。或是指稱一位被視為聖潔或具有神聖特質的女性。
常指将为后妃者，或是指女神或某些宗教或宗教組織中擁有神聖地位的女性。
自稱為神明的代言人、使者，可能是宗教或組織的守護者和精神象徵並對抗敵人或災難的女性。例如在法國百年戰爭中最著名的救國英雄圣女贞德。
是最高領導者的者繼承人、宗教儀式的執行者或是最高領導者本身
是某个组织中的掌权者至亲或继承人，如楚留香传奇中张洁洁母女。
在新时代不仅停留在传统意义上，具有魔幻色彩也可以放宽界限特指思想道德上的圣女，即终生不受红尘羁绊，永远虔诚。
亦指拥有特殊能力的女性，年龄限制在20岁以下12岁以上。

## 有關聖女的介紹
所謂的「聖女」指拥有神力、信奉着自己的信仰與一生的女性，也就是某些宗教、組織、宗門、秘密結社、國家神職機構之中的一類具有神聖地位的女性。依具體宗教或組織的不同，聖女的性質、地位、職責也有不同。專指被封為聖人的女性修道者是以在基督宗教中（尤其是天主教）無論神父、修女其若被封聖，冊封方式皆是相同一致。
有些聖女可以预知未来或是具有与神交谈等多數的奇特能力
無論是哪個宗教團體的聖女都各自擁有嚴格的規定，像是不能有任何的禁忌的慾望、除了特殊人物之外不可向眾人展示自己的真面目，也有飲食禁忌的嚴厲規矩，更不能跟跟男性產生任何的關係。
关于圣女的具体形象和意义，不同的宗教和文化可能会有所差异。在一些基督教传统中通常指的是圣母玛利亚或其他拥有特殊神性和历史背景的女性形象。而在其他宗教中可能指的是具有特殊精神修为和实践经验的女性修行者，她们通过长期的修行和悟道达到心灵的净化和高度的神圣状态。圣女在这些传统中不仅是宗教信仰的象征也是许多人的榜样和启示来源。
圣女是宗教中拥有特殊神圣属性和精神品质的女性形象，代表着纯洁、善良、智慧和奉献等价值观，是许多人的信仰榜样和精神寄托。在不同的宗教和文化传统中，圣女的具体形象和意义可能有所不同，但其核心特质和神圣属性是相似的。
依照宗教或組織規範不同，聖女的篩選和繼任制度也有所差別，某些信仰制度的聖女一旦有要退位的年紀就必須要將聖女的職位傳遞給下一位的聖女繼承者來繼承。

## 有關聖女的神职能力與規定
拥有灵力和超能力也能看见灵异的事物，但不是所有的聖女擁有净化灵异事物的特殊能力。
能够解释极为神秘的谜团(例如摸不着头绪的夢境)，本身有一定自衛的能力也是宗教组织的精神代表。
有些不同宗教的聖女必须要遵守禁欲，當然也不可以跟男性發生關係，更不可受到欲望的引誘，不然會被視為失貞、破戒的證明。一旦聖女觸犯宗教或組織紀律將會被剝奪與褫奪圣女的身分不只會被逐出宗教或組織之外，當然也會受到嚴厲的處刑(包括火燒之刑在內)。(在金庸的小說之一的倚天屠龙记之中原為波斯明教三聖女之一的黛绮丝就是因為打破波斯明教的聖女必須要禁慾的規矩而失貞受到波斯明教總教給追捕，還被波斯明教使者「風雲三使」給捉拿不久險被處刑，最終不得不讓自己的女兒小昭擔任波斯明教教主與聖女的職位才能得以免除刑責)。
哈玛教中的圣女是教主继承者，雖然没有什么权力但地位非常高。是次于帝君和执教的内部神职。